# اچ.جی. ولز
هِربرت جورج وِلز (به انگلیسی: Herbert George Wells) (زاده ۲۱ سپتامبر ۱۸۶۶ – درگذشته ۱۳ اوت ۱۹۴۶) روزنامه‌نگار، جامعه‌شناس، تاریخ‌نگار سوسیالیست اهل انگلستان و نویسندهٔ رمان و داستان کوتاه بود. او به خاطر خلق رمان‌های علمی–تخیلی شناخته شده‌است و اغلب از او با عنوان «پدر علمی-تخیلی» یاد می‌شود.
از آثار علمی تخیلی او می‌توان به مرد نامرئی، ماشین زمان، جزیره دکتر موریو و جنگ دنیاها اشاره کرد. اثر تاریخی هربرت جورج ولز در ایران با نام «کلیات تاریخ» انتشار یافته‌است.

## زندگی
هربرت جورج ولز در شهر کنت در انگلستان متولد شد. وی چهارمین و آخرین فرزند جوزف ولز (بازیکن کریکت) بود. حادثه‌ای در دوران نوجوانی ولز سبب شکستگی پا و خانه نشینی او شد. ولز برای گذراندن وقت به کتاب خواندن مشغول شد و همین باعث علاقه‌مندی او به کتاب و نویسندگی شد. او یک سال بعد وارد آکادمی تجاری توماس مورلی شد و تا سال ۱۸۸۰ در آنجا به درس خواندن ادامه داد.
در سال ۱۸۷۷ پدر ولز دچار شکستگی ران شد و دیگر نتوانست به عنوان بازیکن کریکت به کار خود ادامه دهد. کار کردن در مغازه نیز نمی‌توانست کفاف زندگی آن‌ها را بدهد. به دلیل ناتوانی مالی، خانوادهٔ ولز مجبور به فرستادن پسرانشان به کارآموزی و کار اجباری شدند. از۱۸۸۰ تا ۱۸۸۳ تجربه‌های سخت ولز در هنگام کار به عنوان یک پارچه فروش که ۱۳ ساعت در روز پیوسته کار می‌کرد و شب‌ها نیز در یک خوابگاه کوچک همراه دیگر کارگران می‌خوابید الهام بخش او در نوشتن کتاب چرخ‌های بخت شد.
ولز در امپریال کالج لندن تحصیل کرد و در سال ۱۸۸۸ فارغ‌التحصیل شد. او با نوشتن رمان ماشین زمان و انتشار آن در ۱۸۹۵ به شهرت رسید. او در این داستان ضمن بهره بردن از عناصر علمی، پیشگویی‌ای جامعه‌شناختی از آیندهٔ جوامع مبتنی بر سرمایه‌داری ترسیم می‌کند.
او در ۱۳ اوت ۱۹۴۶ در ۷۹ سالگی در خانه‌اش در لندن درگذشت. به افتخار او یادبودی توسط شورای لندن بزرگ در خانهٔ او نصب شد.

## رمان‌ها
- مرد نامرئی
- جنگ دنیاها
- ماشین زمان
- چرخ‌های بخت
- جزیره دکتر مورو
- انسان ناپیدا
- جنگ و آینده
- نخستین انسان بر ماه
- غذای خدایان
- کیپس
- جنگ در هوا
- تونو-بانگی
- آن ورونیکا
- سرگذشت آقای پولی
- جهان آینده
- ژان و کلن
- باکتری ربوده‌شده